# Jan Kers
Jan Kers (3 juli 1937) is een Nederlands voormalig voetballer die als verdediger uitkwam voor SC Heracles en PEC.

## Statistieken
| Seizoen | Club        | Land      | Competitie       | Wed. | Goals |
| ------- | ----------- | --------- | ---------------- | ---- | ----- |
| 1957/58 | SC Heracles | Nederland | Tweede divisie B | -    | -     |
| 1958/59 | SC Heracles | Nederland | Eerste divisie B | -    | -     |
| 1959/60 | SC Heracles | Nederland | Eerste divisie B | -    | -     |
| 1960/61 | SC Heracles | Nederland | Eerste divisie B | -    | -     |
| 1961/62 | SC Heracles | Nederland | Eerste divisie B | -    | -     |
| 1962/63 | PEC         | Nederland | Tweede divisie B | -    | 0     |
| Totaal  | Totaal      | Totaal    | Totaal           | -    | -     |

## Erelijst

### MetSC Heracles
| Nationaal               |    |         |
| Kampioen Eerste Divisie | 1x | 1961/62 |
| Kampioen Tweede Divisie | 1x | 1957/58 |